# Éruption volcanique d'El Hierro de 2011
L'éruption volcanique d'El Hierro de 2011 est une éruption sous-marine qui s'est déroulée du 10 octobre 2011 au 5 mars 2012 sur le flanc sud immergé de l'île d'El Hierro, l'une des îles des Canaries, un archipel d'Espagne situé au large des côtes africaines.
L'éruption est précédée d'une crise sismique à partir de juillet 2011 qui entraîne l'évacuation d'une partie de la population du village de la Restinga, les autorités locales craignant que l'éruption ne se déclare sur la terre ferme. Le 10 octobre, les séismes se muent en trémor harmonique, signe que le magma a atteint la surface de la lithosphère. Le lieu d'émission de la lave se trouve en mer, à environ deux kilomètres au large de la pointe méridionale d'El Hierro. En surface, l'activité volcanique se traduit par une coloration de l'eau chargée en gaz et en ponce ainsi que par un bouillonnement et la projection à quelques mètres de hauteur d'eau, de gaz et de roche volcanique aux moments les plus intenses de l'éruption.
Jusqu'en mars 2012, l'éruption montre une alternance de périodes d'accalmie et de regain d'activité. Deux autres épisodes sismiques se produisent en juin et septembre 2012 sans pour autant être suivis d'une reprise de l'éruption. Le cône volcanique édifié sur le plancher marin et culminant à 86 mètres sous le niveau de la mer est nommé Tagoro.

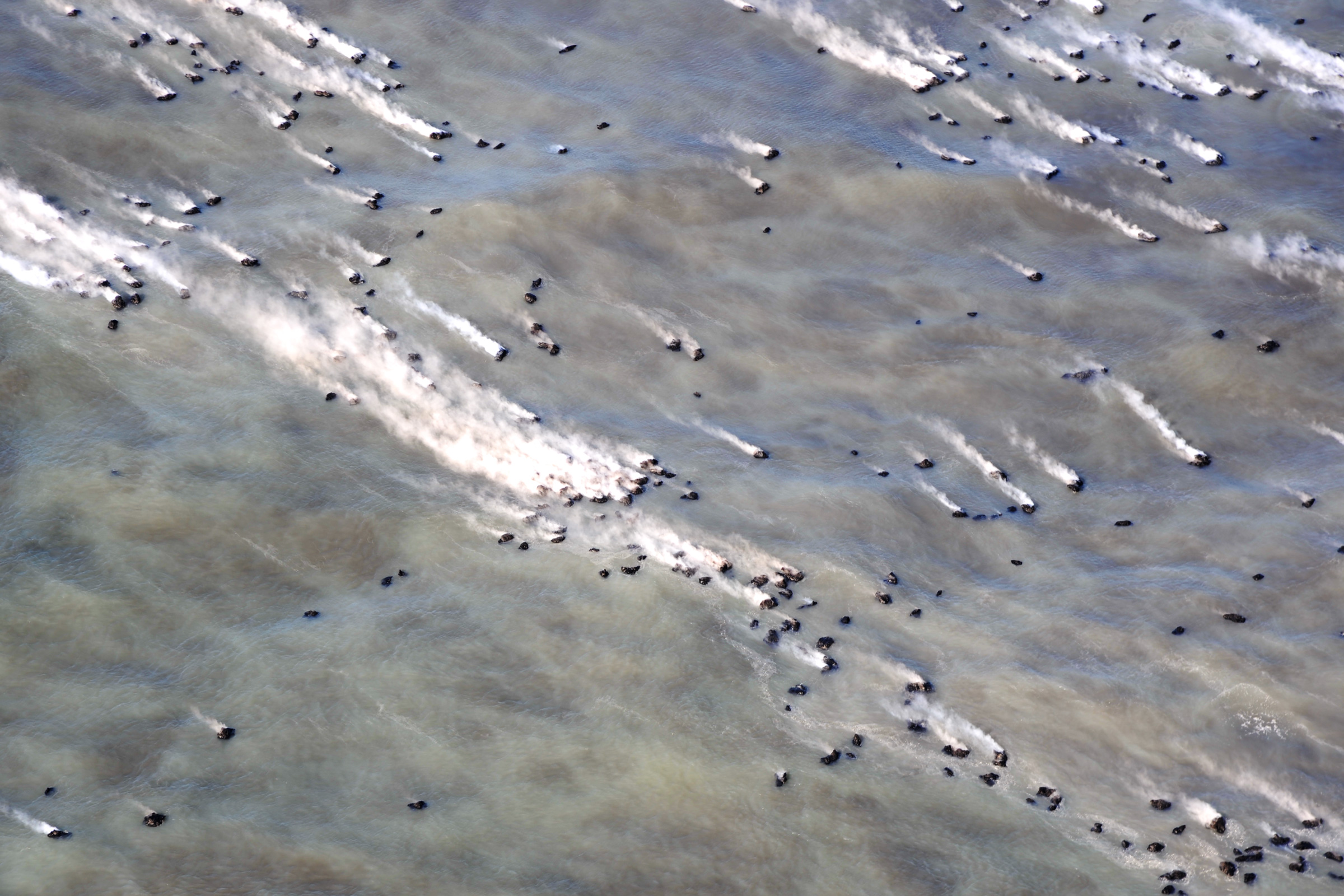
Fragments de lave flottants à la surface de l'eau colorée par les gaz volcaniques.